# Листувата текстура
Листувата текстура (рос. листоватая текстура, англ. foliated structure; нім. blättrige Textur f) – – різновид текстури гірських порід. Тонка шаруватість в осадових гірських породах з товщиною прошарків порядку часток мм. Гірські породи з листуватою текстурою мають здатність розщеплюватися на листоподібні слойки. Листувата текстура зовнішньо іноді ототожнюються з сланцевою текстурою.